# Leppin
Leppin è una frazione della città tedesca di Arendsee (Altmark), nella Sassonia-Anhalt.

Comprende le località di Harpe e Zehren.

## Storia
Leppin fu nominata per la prima volta nel 1319.

Costituì un comune autonomo fino al 1º gennaio 2010.